# Antun Škvorčević
Antun Škvorčević (Davor, Iugoslávia, atual Croácia, 8 de maio de 1947) é um bispo da Diocese Católica Romana de Požega.
Antun Škvorčević frequentou a escola primária na sua cidade natal Davor, Zagreb e Slavonski Brod. A educação complementar ocorreu na escola secundária do seminário em Zagreb. Antun Škvorčević estudou teologia e filosofia católica na Faculdade Católica de Zagreb. Foi ordenado sacerdote em 25 de junho de 1972 na Arquidiocese de Zagreb. Antun Škvorčević foi designado capelão da paróquia de São José em Zagreb. Em 1976, Antun Škvorčević recebeu seu mestrado pela Faculdade Católica de Zagreb. Obteve seu doutorado em 1981 na Pontifícia Universidade Gregoriana de Roma. Ele então completou um curso de três anos em ciências litúrgicas no instituto litúrgico papal de Santo Anselmo, em Roma. Desde 1983, Antun Škvorčević trabalha em questões catequéticas no Instituto de Catequese e no Instituto de Teologia Leiga da Arquidiocese de Zagreb, e desde 1991 é Presidente do Instituto de Catequese.
Em 5 de julho de 1997, o Papa João Paulo II o nomeou o primeiro bispo da Diocese de Požega. O Cardeal Franjo Kuharic deu-lhe a consagração episcopal em 27 de setembro de 1997; Os co-consagradores foram o Arcebispo de Zagreb, Josip Bozanić, e o Arcebispo Giulio Einaudi, Núncio Apostólico na Croácia.
Na Conferência Episcopal Croata, é Presidente da Comissão para a Liturgia e da Comissão para as Relações Igreja-Estado na Croácia. Ele também é membro do conselho do Pontifício Instituto Croata de São Jerônimo, em Roma.